# 葉伊斯克區
46°41′N 38°17′E / 46.683°N 38.283°E
葉伊斯克區（俄语：Ейский район），是俄羅斯的一個區，位於該國西南部，由克拉斯諾達爾邊疆區負責管轄，面積2,120平方公里，2010年人口44,067，人口密度每平方公里20.79人。